# Roing
Roing est une ville indienne située dans le District de la vallée du bas Dibang dans l’État de l'Arunachal Pradesh. En 2001, sa population était de 10 106 habitants.

## Source de la traduction
- (en) Cet article est partiellement ou en totalité issu de l’article de Wikipédia en anglais intitulé « Roing » (voir la liste des auteurs).